# 金顺玉 (乒乓球运动员)
金顺玉（韓語：김순옥，1953年—），韩国退役女子乒乓球运动员。她曾获得1973年世界乒乓球锦标赛女子团体金牌。她也参加过1974年亚洲运动会和1978年亚洲运动会。